# 高橋俊夫
高橋 俊夫（たかはし としお、1931年9月12日 - 2012年8月8日）は、日本の文学者。近世から近代にかけての日本文学の研究者。元清和女子短期大学教授。
1931年、東京府東京市本所区本所緑町（現在の東京都墨田区緑）生まれ。旧制東京開成中学校卒、早稲田大学文学部国文学科卒業。稲垣達郎・岩本素白に傾倒、同人誌『鉄砧雲』に評論・翻訳などを発表。アテネ・フランセに通い、バカロレア資格を得る。法政大学大学院博士課程満期退学、重友毅・長沢規矩也に師事し江戸文学・書誌学を研究、博士課程を修了。漢文学を竹谷長二郎に師事。東京都立第三商業高等学校教諭を経て、土浦短期大学、聖徳大学講師、清和女子短期大学教授。

## 著書
- 『西鶴論考』笠間書院、1971
- 『荷風文学の知的背景』笠間書院、1975
- 『荷風文学閑話』笠間書院、1978
- 『西鶴雑筆』笠間書院、1978
- 『葛飾の永井荷風』崙書房、1980
- 『永井荷風と江戸文苑』明治書院、1983 国文学研究叢書
- 『近代作家と「江戸」』桜楓社、1987
- 『文学のトポス 日付のある文章』古川書房、1990
- 『西鶴文学考』大空社、1996
- 『折口信夫と近世文学』清文堂出版、2008

## 共編著
- 『濹東綺譚の世界』重友毅共編著.笠間書院、1976
- 鈴木金堤編『勝鹿図志手繰舟 影印・翻刻・注解』編著.崙書房、1980
- 『永井荷風『濹東綺譚』作品論集成』1-4　大空社、1995 近代文学作品論叢書
- 『永井荷風「四畳半襖の下張」惣ざらえ』編著.大空社、1997
- 『樋口一葉『たけくらべ』作品論集』クレス出版、2001 近代文学作品論集成
- 『永井荷風『つゆのあとさき』作品論集』クレス出版、2002 近代文学作品論集成

## 参考
- 折口信夫と近世文学 - 紀伊國屋書店BookWeb